# G 플립
G 플립(G Flip, 1994년 9월 22일 ~ )은 오스트레일리아의 싱어송라이터, 프로듀서, 드러머이다.

## 음반 목록
- About Us (2019)